# 克里斯托弗·多尔纳
克里斯托弗·乔丹·多尔纳（Christopher Jordan Dorner，1979年6月4日—2013年2月12日）是一名前洛杉矶警察局警官、前美国海军预备役隊員。他是2013年美國南加州連續槍擊案的主要嫌疑犯，该案件涉及2月3日至12日对于警察的一系列枪击并导致4人（其中2名警察）身亡，另有4名警察受伤。他成为了洛杉矶警察局历史上最大规模抓捕行动之一的抓捕对象，这次抓捕行动共涉及美国4个州以及邻国墨西哥。
在枪击案发生期间，多尔纳同母亲居住于加州拉帕尔马。多尔纳无子女，法庭记录显示他和妻子在2007年离婚。
2月11日，地区检察官决定以对一名警官的谋杀罪以及对3名警官的谋杀未遂罪起诉多尔纳。次日，据信是多尔纳者又卷入了一起枪击案，导致1名警官死亡，而枪击者本人在其藏身的小屋被火烧尽后，警方在屋內找到一具遺體，經確認遺體即為多尔纳。

## 早年
多尔纳生于1979年的纽约，成长于加州洛杉矶县。他在诺沃克基督教学校（Norwalk Christian School）完成了1到7年级的学业。在他公开发布的宣言当中，多尔纳表示由于自己是学校里唯一的非洲裔美国人，他和同学们之间发生诸多种族问题，而他成长的环境也少有黑人。他常常因为其他学生的种族歧视语言而发生打斗，并因此受到责罚。他先后就读于拉帕尔马的约翰·F·肯尼迪高中、赛普里斯的赛普里斯高中，并在1997年毕业。2001年，他从南犹他大学毕业，主修政治学，辅修心理学。他的大学已确认多尔纳在校期间曾打过至少两年橄榄球。身为跑鋒的多尔纳在1999年赛季共出战6场，在10次进攻中推进了36码。

## 海军预备役
多尔纳为前海军预备役上尉（O-3）。他于2002年应征入伍，负责指挥内华达州法伦海军航空基地的一只安保小分队，2004年6月23日至2006年2月28日期间被编入近岸水下机动作战小分队（Mobile Inshore Undersea Warfare Unit）。2006年11月3日至次年4月23日，他随海岸河岸作战2大队（Coastal Riverine Group Two）被派驻到巴林。多尔纳于2013年2月1日正式从海军预备役光荣退役。
2002年，多尔纳及其同学拾到一个装有接近8千美元现金的包裹，这是属于位于俄克拉何马州伊尼德的伊尼德朝鲜闵恩教堂的。他们将包裹上交警察。在问到动机时，多尔纳曾表示：“这事关正直。”“军队强调人的正直，包裹里有上千美元，如果人们乐于将其捐给教堂，那么对于他们来说这一定意义重大。”他还提到自己的母亲教导他做人要诚实、正直。

## 就职洛杉矶警局
2005年，多尔纳加入洛杉矶警察局，并与次年完成警官学校的训练。2008年9月4日，他因为提交了一份举报同僚作为的报告而被警署开除。他在报告中指称警官特丽莎·伊万斯（Teresa Evans）不当使用暴力，而警方在调查后表示该指控不实。多尔纳指控伊万斯警官在嫌疑犯克里斯托弗·盖特勒（Christopher Gettler）双手被铐，躺在地上后依然用脚踢其面部。内部调查委员会在调查后认为多尔纳在其报告中说了谎，尽管受害者父亲表示确有其事。对于涉事的伊万斯警官（现已成为警司）并没有任何惩处行动。在2013年2月初于网上发布的宣言中，多尔纳认为自己被革职完全是警局的报复行为，并发誓他报告的施暴行为确实存在，自己计划发动无特定对象暴力行为也是因为此事。
2013年2月9日，洛杉矶警局宣布其将重新审查导致多尔纳被开除的纪律处分流程。

## 宣言和枪击案
在开始枪击案并逃避警方追捕之前，多尔纳据称在网上发布了一则宣言，其中详细述说了自己的历史、动机和计划。
2013年2月11日，地区检察官决定以对一名警官的谋杀罪以及对三名警官的谋杀未遂罪起诉多尔纳。
2013年2月12日，在位于加州大熊湖南的一间住宅，两名清洁女工发现了藏身其中克里斯托弗·多尔纳，多尔纳将她们捆绑起来后，偷盗一辆汽车逃逸。其中的一名妇女成功挣脱并在太平洋时间下午12：20向警方报告。
下午12：45（大平洋时间）来自加州渔业和野生动物局的看守人发现多尔纳正沿着加利福尼亚州际38号公路行驶到与格拉斯路（Glass Road）交口。多尔纳向一辆有该局标志的车开枪，据报一名看守人开枪还击。
多尔纳很快被圣贝纳迪诺县的治安副官围困在安格勒斯奥克斯（Angelus Oaks）东北部的山区地带。期间双方多次交火，两名副官受伤，一名伤势过重死亡。下午4:20（太平洋时间），多尔纳藏身的小屋燃起大火，其中堆积的弹药开始爆炸。
2月13日清晨，圣贝纳迪诺县治安官办公室表示，在小屋的灰烬中发现了烧焦的人体遗骸。在小屋的残骸中，发现了一个钱包，其中有克里斯托弗·多尔纳的加州驾照但是据报道，早在1周前，2月7日，圣迭戈警方就已经找到了多尔纳的钱包。2月14日，圣贝纳迪诺县治安官办公室表示，通过牙医记录对比，在小屋内发现的尸体已确定为多尔纳。

## 曾获奖励
多尔纳在部队服役期间曾荣获一下奖项：
| Width=44 scarlet ribbon with a central width-4 golden yellow stripe, flanked by pairs of width-1 scarlet, white, Old Glory blue, and white stripes | 國防部服役獎章       |
| | 伊拉克战役奖章       |
| | 反恐戰爭服務獎章     |
| | 海军海上部署服役勋表 |
| | 海军境外服役勋表     |
| | 武装部队预备役奖章   |
| | 海军步枪射手勋表     |
| | 海军专家手枪射手奖章 |